# Gillia altilis
Gillia altilis är en snäckart som först beskrevs av I. Lea 1841.  Gillia altilis ingår i släktet Gillia och familjen tusensnäckor. Inga underarter finns listade i Catalogue of Life.